# Bob Cowell
Bob Cowell (Estados Unidos, 12 de junio de 1924-11 de enero de 1960) fue un nadador estadounidense especializado en pruebas de estilo espalda, donde consiguió ser subcampeón olímpico en 1948 en los 100 metros.
Falleció con 35 años en un accidente de tráfico.

## Carrera deportiva
En los Juegos Olímpicos de Londres 1948 ganó la medalla de plata en los 100 metros estilo espalda, con un tiempo de 1:06.5 segundos, tras el también estadounidense Allen Stack y por delante del francés Georges Vallerey (bronce con 1:07.8 segundos).